# کوسنتاینا
کُسنتاینا (به اسپانیایی: Cocentaina) دهستانی در استان آلیکانتهٔ اسپانیا است.
در این دهستان ۱۱٬۴۶۷ نفر زندگی می‌کنند. مساحت این دهستان ۵۲٫۶۱ کیلومتر مربع است.